# Кукшинська сільська рада
Ку́кшинська сільська́ ра́да — адміністративно-територіальна одиниця та орган місцевого самоврядування в Ніжинському районі Чернігівської області. Адміністративний центр — село Кукшин.

## Загальні відомості
Кукшинська сільська рада утворена у 1919 році.
- Територія ради: 80,819 км²
- Населення ради: 1 106 осіб (станом на 2001 рік)

## Населені пункти
Сільській раді були підпорядковані населені пункти:
- с. Кукшин
- с. Зруб

## Склад ради
Рада складалася з 16 депутатів та голови.
- Голова ради: Пивовар Олександр Миколайович
- Секретар ради: Нестеренко Катерина Миколаївна

### Керівний склад попередніх скликань
| Прізвище, ім'я, по батькові   | Основні відомості                                                          | Дата обрання | Дата звільнення |
| ----------------------------- | -------------------------------------------------------------------------- | ------------ | --------------- |
| Павленко Василь Петрович      | Сільський голова, 1949 року народження, член Соціалістичної партії України | 26.03.2006   | 30.06.2009      |
| Пивовар Олександр Миколайович | Сільський голова, 1981 року народження, освіта вища, член Партії регіонів  | 20.06.2010   | 31.10.2010      |
| Пивовар Олександр Миколайович | Сільський голова, 1981 року народження, освіта вища, член Партії регіонів  | 31.10.2010   |                 |

Примітка: таблиця складена за даними сайту Верховної Ради України

### Депутати
За результатами місцевих виборів 2010 року депутатами ради стали:

#### За суб'єктами висування
| Суб'єкт висування           | Кількість обраних депутатів | %    |
| --------------------------- | --------------------------- | ---- |
| Самовисування               | 14                          | 87,5 |
| Єдиний Центр                | 1                           | 6,3  |
| Комуністична партія України | 1                           | 6,3  |

#### За округами
| № округу                    | Прізвище, ім'я, по батькові     | Дата визнання обраним | Освіта  | Партійна приналежність | Відомості про обраного депутата                                         |
| --------------------------- | ------------------------------- | --------------------- | ------- | ---------------------- | ----------------------------------------------------------------------- |
| Єдиний Центр                |                                 |                       |         |                        |                                                                         |
| 4                           | Дерека Валентина Василівна      | 01.11.2010            | вища    | позапартійна           | Баришівська зернова компанія, економіст                                 |
| Комуністична партія України |                                 |                       |         |                        |                                                                         |
| 1                           | Картун Ольга Михайлівна         | 01.11.2010            | середня | позапартійна           | Баришівська зернова компанія, комірник                                  |
| Самовисування               |                                 |                       |         |                        |                                                                         |
| 2                           | Гайдай Ірина Юріївна            | 01.11.2010            | середня | позапартійна           | Кукшинська загальноосвітня школа I-III ст., вчитель                     |
| 3                           | Нестеренко Катерина Миколаївна  | 01.11.2010            | вища    | позапартійна           | Кукшинська сільська рада, секретар                                      |
| 5                           | Чорненко Тетяна Володимирівна   | 01.11.2010            | середня | позапартійна           | Кукшинський поштовий відділ зв'язку, листоноша                          |
| 6                           | Щербашина Наталія Володимирівна | 01.11.2010            | середня | позапартійна           | Кукшинська сільська бібліотека, бібліотекар                             |
| 7                           | Павленко Микола Петрович        | 01.11.2010            | вища    | позапартійний          | Кукшинська загальноосвітня школа I-III ст., вчитель                     |
| 8                           | Микитенко Людмила Василівна     | 01.11.2010            | середня | позапартійна           | комунальне підприємство «Людмила», директор                             |
| 9                           | Монастирьова Тетяна Борисівна   | 01.11.2010            | вища    | позапартійна           | Кукшинська загальноосвітня школа I-III ст., вчитель                     |
| 10                          | Винник Ганна Миколаївна         | 01.11.2010            | середня | позапартійна           | тимчасово не працює                                                     |
| 11                          | Бойко Тетяна Іванівна           | 01.11.2010            | середня | позапартійна           | управління праці та соціального захисту населення, соціальний працівник |
| 12                          | Костирко Неля Олександрівна     | 01.11.2010            | вища    | позапартійна           | Кукшинська загальноосвітня школа I-III ст., вчитель                     |
| 13                          | Кочерга Надія Іванівна          | 01.11.2010            | середня | позапартійна           | пенсіонер                                                               |
| 14                          | Подобний Валерій Петрович       | 01.11.2010            | середня | позапартійний          | тимчасово не працює                                                     |
| 15                          | Примак Оксана Миколаївна        | 01.11.2010            | середня | позапартійна           | тимчасово не працює                                                     |
| 16                          | Король Лідія Іллівна            | 01.11.2010            | вища    | позапартійна           | пенсіонер                                                               |